# نانسي ميس
نانسي ميس (مواليد 4 ديسمبر 1977) هي سياسية أمريكية من الحزب الجمهوري وهي حالياً عضو في مجلس النواب الأمريكي منذ عام 2021.